# Sonia Mercedes Hurtado Casals
Sonia Mercedes Hurtado Casals (Santiago de los Caballeros, 1 de mayo de 1946) es una activista dominicana.

## Biografía
Nació en el seno de una familia luchadora por la democracia y la libertad. Criada en este entorno por sus padres, Mercedes Casals Pastoriza (santiaguera) y Camilo Hurtado Ginebra (puertoplateño), gran deportista y especialmente su abuelo el poeta Pedro Casals, Sonia Hurtado no escapó a esos sentimientos de ayuda hacia las personas necesitadas.
Su vida estudiantil la realizó entre Bajabonico (Puerto Plata) en la Escuela del Ingenio Amistad, donde cursó sus estudios primarios y después en la Escuela Salvador de Santiago de los Caballeros inició sus estudios de intermedia y secundarios que finalizó en el Colegio Sagrado Corazón de Jesús.
En su juventud vivió bajo la dictadura de Rafael Leónidas Trujillo. Vio como sus primos fueron a prisión varias veces y padeció la muerte de su primo Roberto Pastoriza (Tití), por participar en el ajusticiamiento de Trujillo. Todo ello le marcó y acercó hacia los trabajos por causas sociales.

## Trayectoria
Desde muy joven perteneció al Movimiento 14 de junio, formado con el interés de darle término a la dictadura de Rafael Leónidas Trujillo. Realizó su primer trabajo a nivel comunitario con 16 años, dentro del área juvenil en Santiago de los Caballeros.
Durante la Revolución de abril de 1965, estando embarazada, colaboró junto a su esposo transportando desde Puerto Plata a Santo Domingo alimentos para combatientes constitucionalistas, y acompañándolos como soporte moral. Después de criar y educar a sus tres hijas continuó su activismo y labor comunitaria en la ciudad de Puerto Plata. 
Siguiendo una tradición familiar, durante 22 años se dedicó a rescatar la cultura religiosa de Puerto Plata a través de la continuidad del Novenario de la Virgen de Las Mercedes, patrona de los Bomberos. Su bisabuelo llevó la imagen desde España en 1816 y la donó a Puerto Plata y dijo asumir esa tarea para "fortalecer nuestra cultura en nuestra comunidad".
Desde el año 2000, se convirtió en colaboradora incondicional de la Cruz Roja Dominicana en la provincia de Puerto Plata y  designada para la reestructuración de esa institución en la zona norte. Años más tarde pasó a ser la Directora de la misma y en 2002 fue elegida Presidenta Provincial.
Sonia Hurtado Casals, logró institucionalizar la Estación 59 de esa institución e insertarla en actividades que conllevan compromiso social, incluso participando activamente en la comunidad y muchas veces, en colaboración con otras instituciones locales gubernamentales, logrando así ampliar el espectro de acción de Cruz Roja Dominicana en la provincia de Puerto Plata.
Sus principales responsabilidades consisten en mediar durante los momentos de vulnerabilidad sufridos en República Dominicana. Intervenir en los desastres derivados de causas naturales así como en accidentes, enfermedades y epidemias. También realiza campañas de prevención de la salud llegando a las zonas más marginadas. Todo ello bajo la filosofía y principios de la Cruz Roja, informando y sensibilizando a través de charlas en escuelas, barrios y asociaciones.
Algunos ejemplos, dentro de las actividades comunitarias que realiza constantemente, haciendo acopio de uno de sus más importantes valores, la solidaridad, están los habituales operativos médicos, de prevención de accidentes en épocas navideñas y de Semana Santa, talleres para enfrentar el VIH y enfermedades infectocontagiosas, operativos en los barrios de escasos recursos para enfrentar el dengue, el zica, cólera, entre muchas otras. Consiguió crear una base de donantes de sangre en la provincia, evitando con ello muchas muertes.   
En 2021 con motivo de la presentación del boletín Humanidad, bajo el título "Covid-19; pandemia mundial sin precedentes" señaló el objetivo de la Cruz Roja en promover acciones humanitarias en favor de las personas más vulnerables.
Además, desde 1995 forma parte de la directiva del Asilo de Ancianos Antonio Claret.  

## Premios y reconocimientos
Ha sido reconocida en diferentes ocasiones e instituciones: Expo Libro 99, Cruz Roja Holandesa, Fuerza Área Dominicana, Distrito Educativo 11-02, Fundación de Odontología Social Luis Seiquer de España, en 2011 y Brugal Cree en su Gente.
El 8 de marzo de 2016 obtuvo la medalla al mérito de la mujer 2016 por la Presidencia de la República Dominicana y el Ministerio de la Mujer por su indiscutible labor comunitaria.